# Lewis Henry Morgan
Lewis Henry Morgan, ameriški odvetnik, socialni antropolog in etnolog, * 21. november 1818, Aurora, okrožje Cayuga, New York, ZDA, † 17. december 1881, Rochester, New York, ZDA.
Velja za enega najpomembnejših ameriških antropologov 19. stoletja. Po izobrazbi je bil sicer odvetnik, a je pomembno prispeval k univerzitetni institucionalizaciji ameriške antropologije, širše pa je vplival tudi na Marxa in Engelsa. Na antropološkem področju se je uveljavil s študijami sorodstvenih odnosov med Irokezi. V svojem najpomembnejšem delu »Starodavna družba« (Ancient Society, 1877) je predpostavil vplivni model zgodovinskega razvoja družb preko naslednjih razvojnih stopenj: divjaštva, barbarstva in civilizacije. 

## Študije sorodstvenih sistemov med ameriškimi Indijanci
Morgan je bil rojen na farmi blizu vasi Aurora v državi New York. Uspešna pravniška kariera in nekateri podjetniški uspehi so mu omogočili udejanjanje še v politični in v znanstveni karieri. V obdobju po končanem šolanju je bil član lokalnega kluba, ki je bil organiziran po vzoru indijanskih plemen, kar je v njem prebudilo zanimanje za prava indijanska plemena. Notranjost države New York velja za pradomovino konfederacije plemen Irokezov, zato je živel v neposredni bližini z nekaterimi plemeni. Posebno pomembno je bilo Morganovo prijateljevanje z izobraženim pripadnikom irokeškega plemena Seneca in sočlanom kluba Elijem Samuelom Parkerjem, ki mu je omogočil pogoje za etnografsko raziskovanje irokeških plemen. Skupaj z ostalimi člani kluba se je Morgan zavzemal za politične pravice Indijancev in pri tem doživel večji uspeh, ko je preprečil ratifikacijo sporazuma, ki bi bistveno oškodoval Indijance plemena Seneca. Na njegovo lastno željo je bil nato leta 1848 sprejet v pleme Seneca. V naslednjih letih je objavljal številna znanstvena dela o sorodstveni organizaciji Irokezov. Raziskavo je najprej razširil na primerjalno študijo najmanj sedemdestih sorodstvenih sistemov ameriških Indijancev, kar je nadgradil z dopisovanjem z informanti (misijonarji, trgovci, diplomati) iz Indije, Oceanije in Afrike, ki so mu preko vnaprej sistematiziranih vprašalnikov pošiljali odgovore o lokalnih posebnostih sorodstvenih sistemov neevropskih etničnih skupin oziroma primitivnih družb. Raziskave in stroške za dopisovanja je večinoma financiral iz lastnih sredstev. 

### Klasifikatorični sistem sorodstva
Z zgodnejšim obdobjem raziskovanja Irokezov, ko je bil eden od redkih antropologov, ki se je sploh, četudi s pomočjo informanta, udejstvoval na terenu, je povezana sistematizacija klasifikatoričnega tipa sorodstva. Za razliko od opisnega sistema sorodstva, pri katerem se sorodniki opisujejo s sorodstvenimi razmerji, npr. stric je očetov ali materin brat, se pri klasifikatoričnemu sistemu sorodniki ne opisujejo, pač pa razvrščajo v kategorije. Npr. vsi moji lastni bratje in sinovi brata mojega očeta so vsi enako moji bratje. Morgan je ta sistem sorodstva od Irokezov posplošil na vse Indijance v Severni Ameriki in ker je bil prepričan, da ima klasifikatorični sistem izvor v Aziji, je zato iskal dokaze o prisotnosti tega sistema med tako oddaljenimi ljudstvi, kot so Tamilci in Dravidi v Indiji.
Ker je bil klasifikatorični sistem močno razširjen v neevropskih primitivnejših družbah, ga je prepoznal za evolucijsko nižjo stopnjo v razmerju do opisnega sistema sorodstva, ki velja za civilizacije.

## »Starodavna družba«, 1877
Študije sorodstvenih sistemov je nadgradil z najpomembnejšim delom »Starodavna družba«, v katerem je razvil shemo zgodovinskega razvoja človeških družb od divjaštva, preko barbarstva do civilizacije. Fazi divjaštva in barbarstva je vsako zase razdelil na tri podfaze: zgodnjo, srednjo in pozno fazo. Ta evolucijski model zgodovinskega razvoja je bil sicer znan že pri razsvetljenskih mislecih, prelomno pri Morganu je to, da z ekonomskih in kulturnih vidikov zgodovinsko primerjalno analizira pogoje za prehod med posameznimi fazami družbenega razvoja. Obdobje divjaštva naj bi po Morganu trajalo do odkritja lončarstva, začetek konca obdobja barbarstva predstavlja obdelava železa, sam konec in prehod v civilizacijo pa iznajdba fonetske pisave. Vsaki od razvojnih stopenj ustreza določen tip sorodstva. Za starejšo stopnjo divjaštva velja načelo promiskuitete in kršenja instituta incesta. Skozi ostali fazi divjaštva in prvi stopnji barbarstva se sorodstvo organizira po materini liniji, saj najprej ugotovljivo za otroka, kdo je mati. Šele kopičenje lastnine v obdobju poznega barbarstva, ki je bilo posledica nekaterih tehnoloških inovacij, kot je obdelava železa, je postavilo zahtevo po patriarhalni družini, v kateri so moški nadzorovali proizvodnjo dobrin in presežkov, tudi otrok. Končna oblika družine, ki velja za moderno civilizacijo, je monogamna družina. 
Morganova koncepcija o povezanosti razvoja tehnologije in različnih oblik družbe ter pogojev za nastanek civilizacije, je postala izjemno popularna. Služila je kot linearni in univerzalni model zgodovinskega razvoja od prazgodovine do moderne družbe 19. stoletja, v kateri so v svetovnem pomenu dominirali Evropejci in izseljenski potomci Evropejcev. Poleg nekaterih očitkov o rasizmu, ki je bil splošno intelektualno ozračje 19. stoletja, sodobni družboslovci očitajo Morganu samovoljna tipiziranja nekaterih kulturnih elementov in precenjevanje njihove pomembnosti. Obstaja dvom, ali je iznajdba lončarstva res primeren prehod iz divjaštva v barbarstvo, ali je odkritje železa pogoj za pozno barbarstvo, saj so civilizacije ameriških Indijancev kot so Azteki in Inki za izdelavo orodja in orožja večinoma obdelovali kamen. Enako je s fonemsko pisavo na primeru kitajske civilizacije. Kljub temu so ravno Morganova izhodišča kot program dela spodbudila kasnejše raziskovalce neevropskih družb, ki so bodisi poskusili potrditi ali ovreči njegov model zgodovinskega razvoja.

## Dela:
- »Poročila o Irokezih[8]« (The Constitutional Govern News of the Six Nations of Indians, 1846);
- »Pisma o Irokezih« (#, 1847);
- »Konfederacija Irokezov« (The League of the Ho-de-no-sau-nee or Iroquois, 1851);
- »Zakoni sorodstva in izvora pri Irokezih« (#, 1852);
- »Zakoni dedovanja pri Irokezih« (Laws of Descent of the Iroquis, 1857);
- »Ameriški bober[9]« (The American Beaver and His Works, 1868);
- »Sistemi sorodstva« (Systems of Consanguinity and Affinity of the Human Family, 1871);
- »Starodavna družba« (Ancient Society, 1877);
- »Družine in družinsko življenje ameriških domorodcev« (Houses and House-Life of the American Aborigines, 1881).